# Association pour la diffusion de la pensée française
L'Association pour la diffusion de la pensée française (ADPF), créée en 1945 et formellement dissoute en 2007 après que ses activités eurent été reprises le 15 mai 2006 par Culturesfrance, était l'opérateur des ministères des Affaires étrangères et de la Culture pour favoriser la diffusion du livre et de l'écriture française hors des frontières françaises.
Elle était le partenaire privilégié du réseau culturel français à l'étranger : services de coopération et d'action culturelle des ambassades, instituts français dépendant du ministère des Affaires étrangères, Alliance française.
Elle éditait notamment :
1. le Bulletin critique du livre français  (no 1 juillet/septembre 1945 - no 697 novembre 2007) ;
2. la revue Vient de paraître, revue d'actualité des livres français destinée aux médiathécaires et aux libraires de l'étranger ;
3. la revue Notre Librairie, revue des littératures du Sud, à partir de 1969[2] ;
4. la collection éditoriale Recherche sur les civilisations ;
5. la collection La petite bibliothèque ;
6. des expositions destinées aux établissements culturels français de l'étranger. L'Association produisait, souvent en collaboration avec des organismes spécialisés, des panneaux illustrés de photographies et de documents sur des thèmes liés à la culture française ; ainsi, en 2005, ont été produites des expositions sur Paul Claudel, Saint-John Perse[3], Jean-Paul Sartre.

Elle disposait également d'un service d'appui au Réseau, une cinémathèque Afrique et un réseau africain de formation à distance.
1. Resafad-tice, revue des technologies au service de l'éducation des pays du Sud.

Depuis le 15 mai 2006, ses activités ont été reprises par Culturesfrance, qui a définitivement absorbé l'association en 2007.